# Зельмикас, Ирмантас
Ирмантас Зельмикас (лит. Irmantas Zelmikas; род. 3 января 1980, Тельшяй) — литовский футболист, защитник. Выступал за сборную Литвы.

## Клубная карьера
Начал играть в футбол в возрасте семи лет. В 13 лет попал в специализированный футбольный интернат в Вильнюсе.
Первой профессиональной командой стал «Инкарас Каунас». Затем играл в клубах «Кареда Каунас», «Каунас» и «Шилуте». В 2004 году выступал за белорусский МТЗ-РИПО.
Летом 2006 года перешёл в «Таврию» из «Каунаса». В чемпионате Украины дебютировал 22 июля 2006 года в матче против мариупольского «Ильичёвца» (1:0). В осенней части сезона 2007/08 года не попадал в основной состав команды и в январе 2008 года получил статус свободного агента. После этого литовец побывал на просмотре в казахстанском «Тоболе», но в итоге подписал договор с «Каунасом».
Зимой 2010 года стал игроком израильского «Хапоэля» из Раанана. В июле 2010 года был на просмотре в греческом клубе «Астерас». После этого футболист находился на просмотре в шотландском «Данди Юнайтед». В товарищеском матче против «Халл Сити» он отметился голами в свои ворота и ворота противника.
Завершил карьеру в клубе «Ашим», который выступал в Третьем дивизионе Норвегии.

## Карьера в сборной
Дебют в составе национальной сборной Литвы состоялся 3 июля 2003 года в игре Кубка Балтики против Эстонии под руководством главного тренера Альгимантаса Любинскаса. Матч завершился поражением эстонцев со счётом (1:5). В следующий раз в футболке сборной Зельмикас сыграл спустя два года также на Кубке Балтики. В единственном финальном матче турнира литовцам удалось обыграть сборную Латвии (2:0).
В рамках квалификации на чемпионат мира 2010 года провёл три игры за сборную. В июне 2010 года принял участие в Кубке Балтики, где сыграл в одном из двух матчей сборной на турнире. Литовцам тогда удалось в 10-й раз стать победителями данного турнира. Свой последний матч за сборную Литвы провёл 11 августа 2010 года против Беларуси (0:2).

## Достижения
«Каунас»
- Чемпион Литвы (2): 2002, 2003
- Серебряный призёр чемпионата Литвы (2): 2005, 2008
- Обладатель Кубка Литвы: 2005

Литва
- Победитель Кубка Балтии (2): 2005, 2010

## Личная жизнь
Супруга — Юнета. Дочь — Амелия (род. 2006).